# Strada europea E871
La strada europea E871  è una strada di classe B il cui percorso si snoda in territorio bulgaro e macedone.
Collega Sofia a Kumanovo (Tebe) e segue un percorso lungo la strada statale 6 in Bulgaria e la 2 in Macedonia; soltanto un brevissimo tratto in Bulgaria è a carreggiate separate.

## Percorso
| E871 SOFIA-KUMANOVO           |           |                                        |                                                    |
| Stato                         | Tipologia | Tratto                                 | Interconnessioni                                   |
| Bulgaria (bandiera)           | 6         | Sofia-confine di Stato presso Gjuševo  | E79, in comune con E79 il tratto Sofia - Daskalovo |
| Macedonia del Nord (bandiera) | 2         | confine di stato di Deve Bair-Kumanovo | E75                                                |